# Jalal-Abad (vùng)
Vùng Jalal-Abad, cũng gọi là Jalalabat (tiếng Kyrgyzstan: Жалалабат областы), là một vùng (oblast) của Kyrgyzstan. Tỉnh lỵ đóng ở thành phố cùng tên Jalal-Abad. Tỉnh này giáp các tỉnh (từ phía bắc theo chiều kim đồng hồ): tỉnh Talas, tỉnh Chui, tỉnh Naryn, tỉnh Osh và các tỉnh Toshkent, Namangan, Andijon của Uzbekistan. Tỉnh Jalal-Abad được lập ngày 21 tháng 11 năm 1939. Ngày 27 tháng 1 năm 1959, tỉnh này thuộc tỉnh Osh, nhưng lại được tách ra làm tỉnh riêng vào ngày 14 tháng 12 năm 1990. Tỉnh Jalal-Abad có 8 huyện, gồm 5 thị trấn, 8 khu định cư kiểu đô thị, 415 làng 

## Các huyện thuộc tỉnh Jalal-Abad
Jalal-Abad được chia thành 8 huyện (các huyện phía nam được đánh số từ đông sang tây)::
| Huyện        | Huyện lỵ     | Vị trí    |
| ------------ | ------------ | --------- |
| Suzak        | Suzak        | phía nam1 |
| Bazar-Korgon | Bazar-Korgon | phía nam2 |
| Nooken       | Massy        | phía nam3 |
| Aksy         | Kerben       | phía nam4 |
| Ala-Buka     | Ala-Buka     | phía nam5 |
| Chatkal      | Kanysh-Kyya  | tây       |
| Toktogul     | Toktogul     | bắc       |
| Toguz-Toro   | Kazarman     | đông      |